# Huddinge AIS
Huddinge AIS är idag en ren friidrottsklubb men hade i många år en skidsektion. 

## Historia
Huddinge AIS bildades 1955. Men egentligen är föreningens historia längre. Redan 1947 bildades kvartersklubben Pollux som verkade i Fullersta. 1950 bildades en annan förening med namnet IK Apollo. Dessa föreningar slogs samman 1953 under namnet Apollo. När man sedan gick in som medlem i Svenska Friidrottsförbundet 1955 antogs namnet Huddinge AIS.

## Arenor

### Källbrinks IP

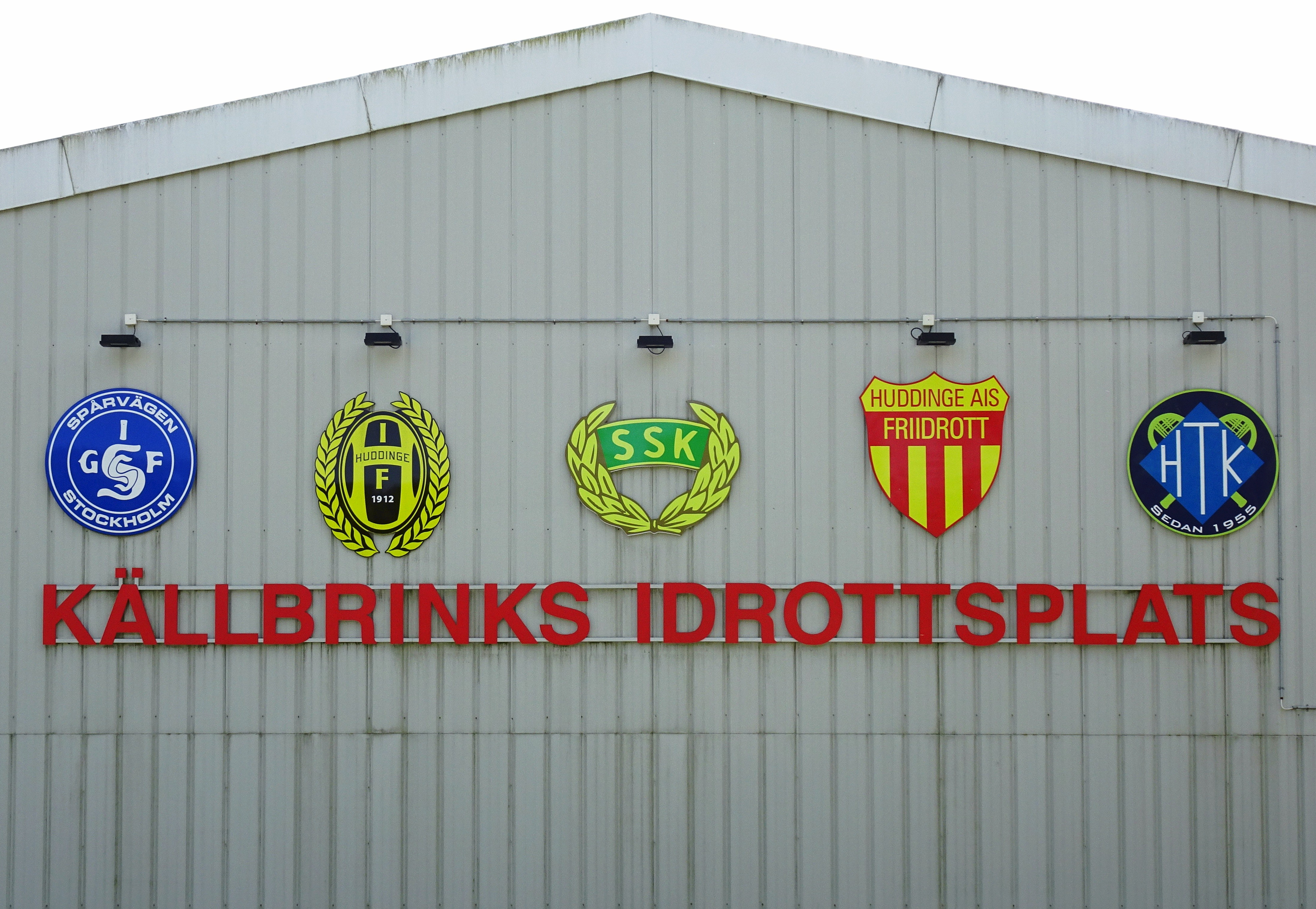
HAIS är en av föreningarna på Källbrinks IP.

I Huddinge finns sedan 1982 Källbrinks IP där HAIS under åren arrangerat både nationella och internationella mästerskap.

### Storängshallen

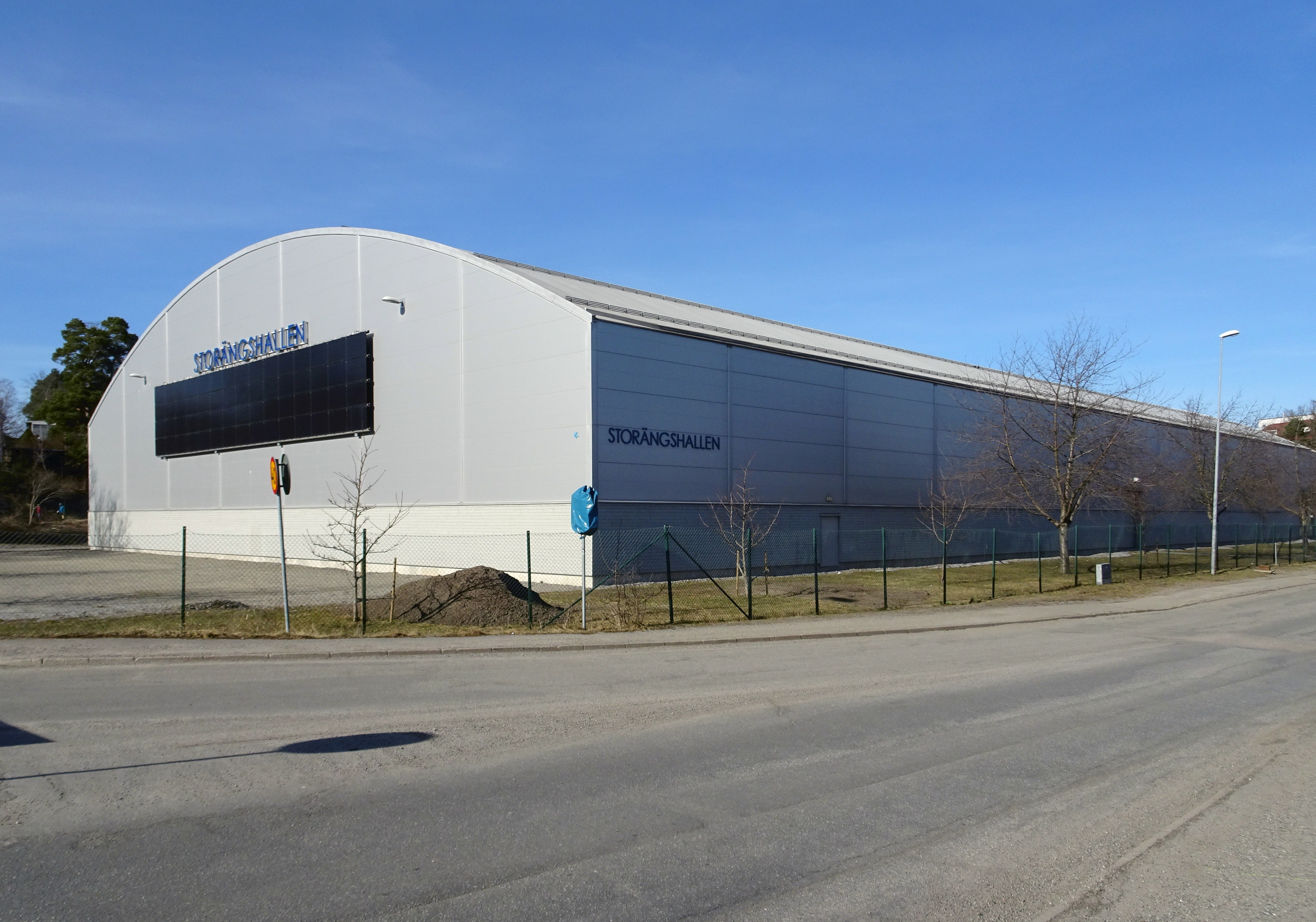
Storängshallen

År 2007 invigdes Storängshallen, en multihall belägen i Storängens industriområde, där många idrotter kan utövas. Alla friidrottens grenar inklusive slägga, diskus och spjut kan tränas där. HAIS arrangerar årligen flera tävlingar för alla, från barn/ungdom till elit och veteran. Svenska och Nordiska veteranmästerskap har också hållits där.